# WWF International Heavyweight Championship
Le WWF International Heavyweight Championship (que l'on peut traduire par championnat international poids lourd de la WWF) est un championnat de catch (lutte professionnelle) utilisé par la Capitol Wrestling Corporation (devenu World Wrestling Federation en 1979), et la New Japan Pro Wrestling.
Il a existé dans les années 1948 à 1963 et réapparut en 1982 pour disparaître définitivement en 1985.

## Histoire du championnat
Le premier champion international poids lourd de la Capitol Wrestling Corporation est l'italo-argentin Antonino Rocca qui remporte un tournoi en Argentine en battant l'allemand Dick Schikat. Rocca a le règne le plus long puisqu'il garde ce titre jusqu'en 1963.
En 1982, la World Wrestling Federation décide de réutiliser ce titre. Tony Parisi et choisit comme champion et on lui remet ce titre. La New Japan Pro Wrestling utilise ce titre à partir du mois d'août avec Tatsumi Fujinami et Riki Chōshū qui s'échangent le titre.
Le 25 mars 1984, Akira Maeda bat Pierre Lefebvre et on lui remet la ceinture de champion international poids lourd de la WWF. Ceci est une tentative de la part de Hisashi Shinma, le président de la WWF à l'écran, de récupérer ce titre pour l'utiliser à la Universal Wrestling Federation qu'il vient de créer. La WWF décide de ne pas reconnaître le règne de Maeda, faisant de Tatsumi Fujinami le dernier champion jusqu'à la fin des relations entre la WWF et la New Japan Pro Wrestling le 31 octobre 1985.
| # | Champion         | Règne | Date            | Durée                     | Lieu                | Notes | Réf   |
| - | ---------------- | ----- | --------------- | ------------------------- | ------------------- | --- | ----- |
| 1 | Antonino Rocca   | 1     | 1948            | Au moins 15 ans           | Argentine           | Il bat Dick Schikat en finale d'un tournoi pour être le premier champion international poids lourd de la Capitol Wrestling Corporation. | [ 1 ] |
| - | Vacant           | 1     | 1963            | NC                        | NC                  | | [ 1 ] |
| 2 | Tony Parisi      | 1     | 1982            | NC                        | New York (New York) | | [ 1 ] |
| 3 | Gino Brito       | 1     | août 1982       | Moins d'un mois           | Buffalo (New York)  | | [ 1 ] |
| 4 | Tatsumi Fujinami | 1     | 30 août 1982    | 7 mois et 4 jours         | New York (New York) | | [ 2 ] |
| 5 | Riki Chōshū      | 1     | 3 avril 1983    | 4 mois et 1 jour          | Tokyo Japon         | | [ 3 ] |
| 6 | Tatsumi Fujinami | 2     | 4 août 1983     | moins d’un jour           | Tokyo Japon         | | [ 4 ] |
| - | Vacant           | 2     | 4 août 1983     | 8 jours                   | Tokyo Japon         | Fujinami rend son titre car il vient de gagner ce combat par décompte à l'extérieur, ce qu'il n'accepte pas.                            | [ 1 ] |
| 7 | Tatsumi Fujinami | 3     | 12 août 1983    | 2 ans, 2 mois et 19 jours | Calgary Canada      | La WWF remet le titre à Fujinami car Choshū ne peut pas venir au Canada.                                                                | [ 1 ] |
| - | Abandonné        | -     | 31 octobre 1985 | NC                        | NC                  | Le partenariat entre la World Wrestling Federation et la New Japan Pro Wrestling prend fin                                              | [ 1 ] |